# Kurtka Denisona

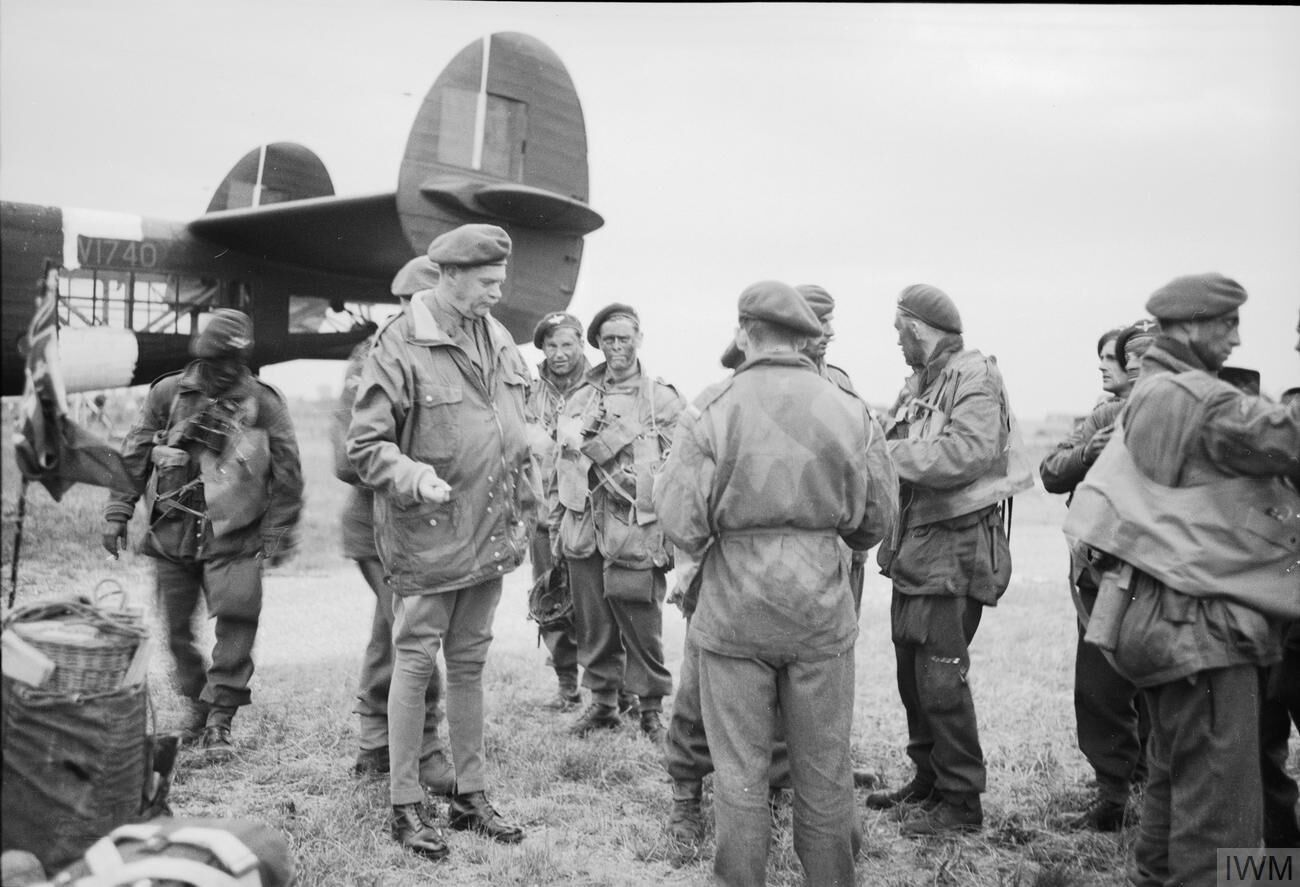
Spadochroniarze brytyjscy w kurtkach Denisona

Kurtka Denisona (ang. Denison Smock) – brytyjska kurtka polowa przeznaczona dla spadochroniarzy. Była także używana przez m.in.  komandosów oraz żołnierzy SAS. W latach 70. została zastąpiona  kurtkami Smock Parachutist DPM, lecz w niektórych jednostkach pozostawała w użyciu aż do lat 80. XX wieku.

## Historia
Początkowo brytyjscy spadochroniarze na czas skoku wkładali oliwkowe kombinezony – tzw. Over Smock, wzorowane na tych używanych przez niemieckich spadochroniarzy. Regulamin przewidywał zdjęcie kombinezonów zaraz po wylądowaniu. Z czasem uznano to rozwiązanie za niezadowalające. Wobec tego w roku 1942 wprowadzono nowy typ kurtki – Denison Smock.
W roku 1959 wprowadzono unowocześnioną wersję kurtki (Pattern 59). Kurtka posiadała nieco zmodyfikowany kamuflaż oraz była zapinana na całej długości.

## Konstrukcja

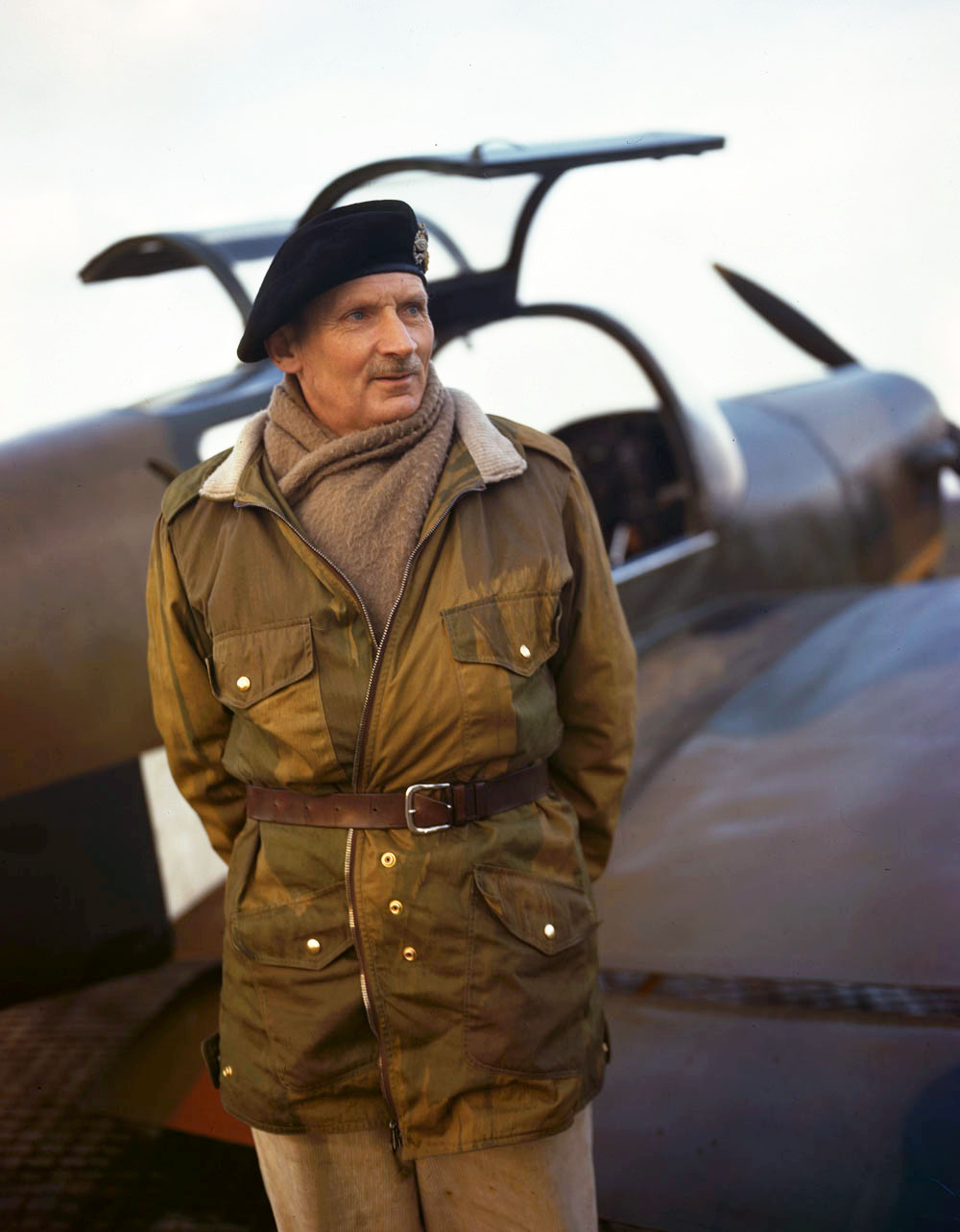
Marszałek Montgomery w kurtce Denisona (wersja oficerska)

Kurtka wykonana była z mocnego drelichu w kolorze khaki, czasem przechodzącego w jasny brąz. Na materiał nanoszono nieregularne plamy kamuflażu (początkowo ręcznie). Długością kurtka sięgała za pośladki, krój był luźny. Pomiędzy nogami przechodził podłużny pas materiału (tzw. „bobrzy ogon”). Na czas skoku zapinano go z przodu na podbrzuszu i w ten sposób kurtka tworzyła swoisty kombinezon bez nogawek. Takie rozwiązanie miało uniemożliwić zadarcie się kurtki w górę pod wpływem wiatru w czasie skoku. Z przodu kurtka posiadała cztery naszyte kieszenie zewnętrzne (zapinane na napy) oraz dwie kieszenie umiejscowione wewnątrz. Kurtka miała także naramienniki zapinane na plastikowe guziki.
Denison Smock była wkładana przez głowę oraz posiadała krótki zamek błyskawiczny sięgający od szyi do piersi. Istniała także wersja przeznaczona dla oficerów z zamkiem na całej długości, co było bardziej praktyczne.

## Kurtka Denisona w Polskich Siłach Zbrojnych na Zachodzie
Kurtek Denisona używano powszechnie w 1 Samodzielnej Brygadzie Spadochronowej oraz Samodzielnej Kompanii Grenadierów.